# Daniel Cameron
Daniel Jay Cameron (né le 22 novembre 1985) est un avocat et homme politique américain qui a été le 51e procureur général du Kentucky de 2020 à 2024.
Membre du Parti républicain, Cameron fut le premier Afro-Américain et le premier républicain depuis 1943 à être élu à ce poste. Il était également le candidat républicain aux élections au poste de gouverneur du Kentucky en 2023, perdant face au titulaire démocrate Andy Beshear. Cameron se présente au Sénat américain pour le siège laissé vacant par Mitch McConnell en 2026.

## Biographie

### Jeunesse
Né à Plano, au Texas, Cameron déménage à Elizabethtown, dans le Kentucky, alors qu'il est enfant. Il fréquente l'université de Louisville pour ses études de premier cycle et de droit.

### Carrière
Cameron travaille comme assistant juridique auprès du juge de district américain Gregory F. Van Tatenhove pendant deux ans, puis a été conseiller juridique du chef de la majorité au Sénat, Mitch McConnell, de 2015 à 2017.
Cameron se présente à l'élection du procureur général du Kentucky de 2019, recevant le soutien de Trump après la primaire et gagne avec 57,7 % des voix. En tant que procureur général, Cameron a contesté sans succès plusieurs des restrictions Covid-19 imposées par le gouverneur Andy Beshear. Après le meurtre de Breonna Taylor, Cameron a annoncé la décision de son bureau de procureur spécial de ne pas inculper les deux policiers qui l'avaient abattue, ce qui a donné lieu à de nombreuses protestations contre la décision de Cameron,,.